# Wolfgang Harkenthal
Wolfgang Harkenthal (* 14. Januar 1922 in Aschersleben; † 3. Januar 2006 in Murchin) war ein deutscher Kulturfunktionär in der Deutschen Demokratischen Republik (DDR). Er war von 1973 bis 1987 Direktor des VEB Progress Film-Vertriebs, der als Monopolverleih für alle Kinos der DDR fungierte.

## Leben
Harkenthal, Sohn einer Schneiderin und eines Mechanikers, erlernte nach dem Abschluss der Volksschule den Beruf des Elektrokaufmanns und wurde 1941 Angestellter der Kammerlichtspiele GmbH in Magdeburg. 1942 wurde er in die deutsche Wehrmacht eingezogen und kämpfte als Panzerfunker in der Sowjetunion. 1945 geriet er in Kriegsgefangenschaft, aus der er 1946 entlassen wurde.
Harkenthal kehrte nach Deutschland zurück, ließ sich in der sowjetischen Besatzungszone nieder und wurde Mitglied der Sozialistischen Einheitspartei Deutschlands (SED). Von 1946 bis 1950 war er Pressereferent des Sowexportfilm-Vertriebs, der zur Progress Film Vertrieb GmbH, dem einzigen, staatlich kontrollierten Filmverleiher der DDR wurde, wo er bis 1955 die Presse- und Werbeabteilung leitete.
Von 1955 bis 1958 war Harkenthal zunächst stellvertretender Leiter, dann Leiter der Abteilung Lichtspielwesen in der Hauptverwaltung Film im Ministerium für Kultur der DDR und dann bis 1959 Abteilungsleiter der Vereinigung Volkseigener Betriebe (VVB) Film. Von 1960 bis 1962 war Harkenthal Leiter der Abteilung Kultur beim Rat des Bezirks Leipzig und 1963/64 Leiter des Filmeinsatzes im Progress Film-Vertrieb.
Von 1964 bis 1972 war er, als Nachfolger von Wolfgang Kernicke, Direktor der Internationalen Leipziger Dokumentar- und Kurzfilmwoche. Harkenthal wurde bereits 1961 vom Ministerium für Staatssicherheit (MfS) direkt kontaktiert und lieferte dann als Inoffizieller Mitarbeiter (IM „Otto“) verdeckt Informationen über die Abläufe des Festivals, die geladenen Gäste und deren Unterbringung. Die Zusammenarbeit mit dem MfS lief allerdings nicht besonders kontinuierlich und seitens des MfS kritisierte man Harkenthals „mangelnde Initiative“. In der Folge wurde Harkenthal selbst von anderen IMs beschattet.
Von 1973 bis 1987 war Harkenthal Direktor des Progress Film-Vertriebs, der in das Ministerium für Kultur der DDR eingegliedert und einziger Filmverleih der DDR war. Nach der deutschen Wiedervereinigung war Harkenthal 1990/91 Geschäftsführer der Neue Berlin Film Verleih GmbH.

## Ehrungen
- 1981: Vaterländischer Verdienstorden (DDR)
- 1982: Banner der Arbeit (DDR)
- 1985: Ehrenpreis des Filmfestivals Rio de Janeiro für besondere Förderung des lateinamerikanischen Dokumentarfilms